# Auxey-Duresses
Auxey-Duresses là một xã trong tỉnh Côte-d'Or, thuộc vùng Bourgogne-Franche-Comté của nước Pháp, có dân số là 343 người (thời điểm 2004). Xã nằm về phía nam của Côte de Beaune, cách Beaune khoảng 8 km. Auxey-Duresses có tiếng trong giới chuyên môn nhờ vào rượu vang ở đây.

## Nhân khẩu học
| 1962 | 1968 | 1975 | 1982 | 1990 | 1999 |
| ---- | ---- | ---- | ---- | ---- | ---- |
| 398  | 407  | 329  | 345  | 351  | 367  |